# 未知的南方大陸
未知的南方大陸（拉丁語：Terra Australis Incognita）是15世紀至18世紀時，於欧洲地图上出現的假想大陸。又稱為麥哲倫洲（拉丁語：Magallanica或Magellanica），明代《坤舆万国全图》将其音譯為墨瓦蠟泥加。未知的南方大陸這個想法最初是由亞里斯多德提出來的，這個觀念後來由托勒密進一步擴展，他也相信印度洋就位在南方大陸的附近，因為這樣才能與北半球的大陸達成平衡。這個平衡大陸的理論早在5世紀就被馬克羅比烏斯的地圖所記錄下來，並在他的地圖上使用了「Australis」一詞。由於麥哲倫在1520年曾經駛過未知南方陸地（其實是當時未為人知的南極洲）的海峽進入太平洋，歐洲人相信他已經到過這個假想的大陸，所以有地圖又將之標為麥哲倫洲。澳大利亚的英文「Australia」源於拉丁文「australis」（南方）。

## 概念起源
南方大陸傳說可追溯至古羅馬時代以前，儘管那个时代尚未有南方大陸的記載文獻，但这个词在其后的中世紀地理學中逐渐变的很常見。早在公元前4世纪，亞里斯多德就曾基于古希腊的世界平衡学说推測：「現在應該有一個與我們所居住的地方相同對應的地區位於南方......。」他的想法後來被罗马帝国时代的托勒密进一步擴展，他相信印度洋被南方大陸所封閉，北半球的土地應該由南部的土地平衡。西塞羅於《西比歐之夢》首次使用了南方地區（cingulus australis）一詞，在那個地區中的陸地即是未知的南方大陸。

## 地圖繪製

### 中世紀時期
在中世紀時期，南方大陸（Terra Australis）被稱作對蹠點（Antipodes）。聖依西多祿在他的著作《詞源》中首先廣泛引入中世紀西歐，南方大陸的概念在歐洲廣受歡迎，大多數學者並沒有質疑它的存在，而是爭論它是否適合人類居住。幾個世紀以來，它後來被一些區域的古世界地圖收錄，並引起中世紀學者的興趣。

### 16世紀

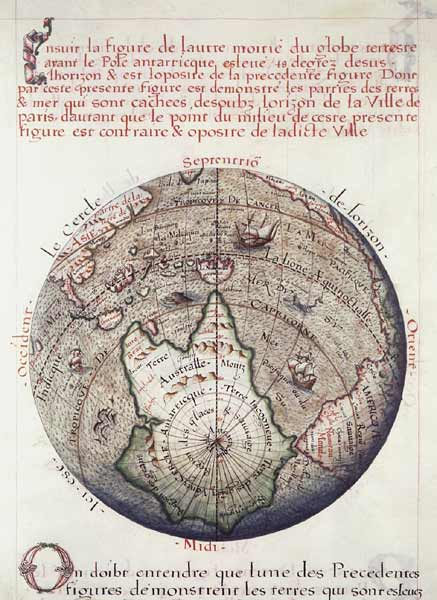
雅克·德·沃於1583年繪製的Terre Australle

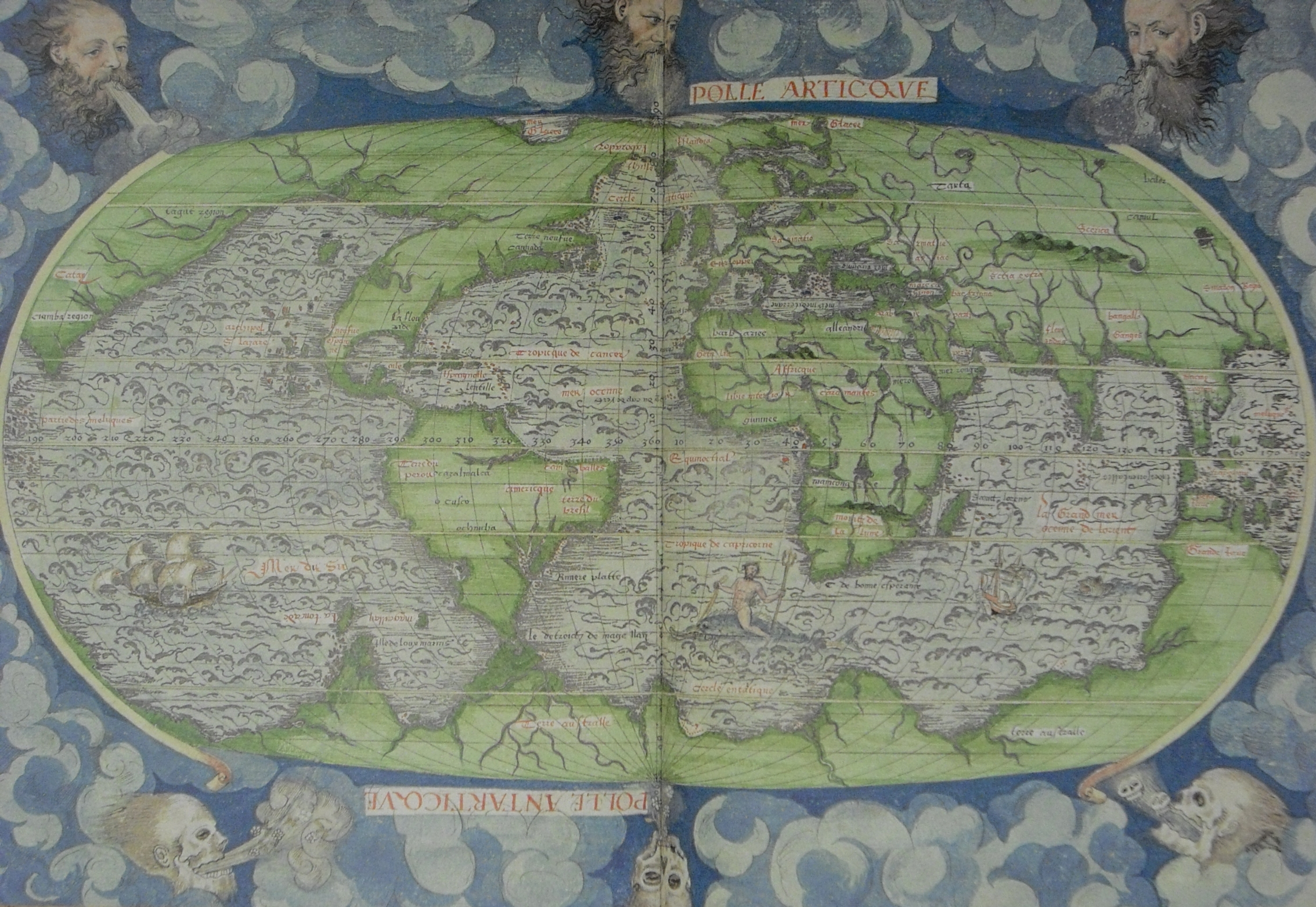
吉拉姆·勒·泰特於1556年繪製的Cosmographie Universel，向北延伸的Terre Australle海角被稱為Grande Jaue

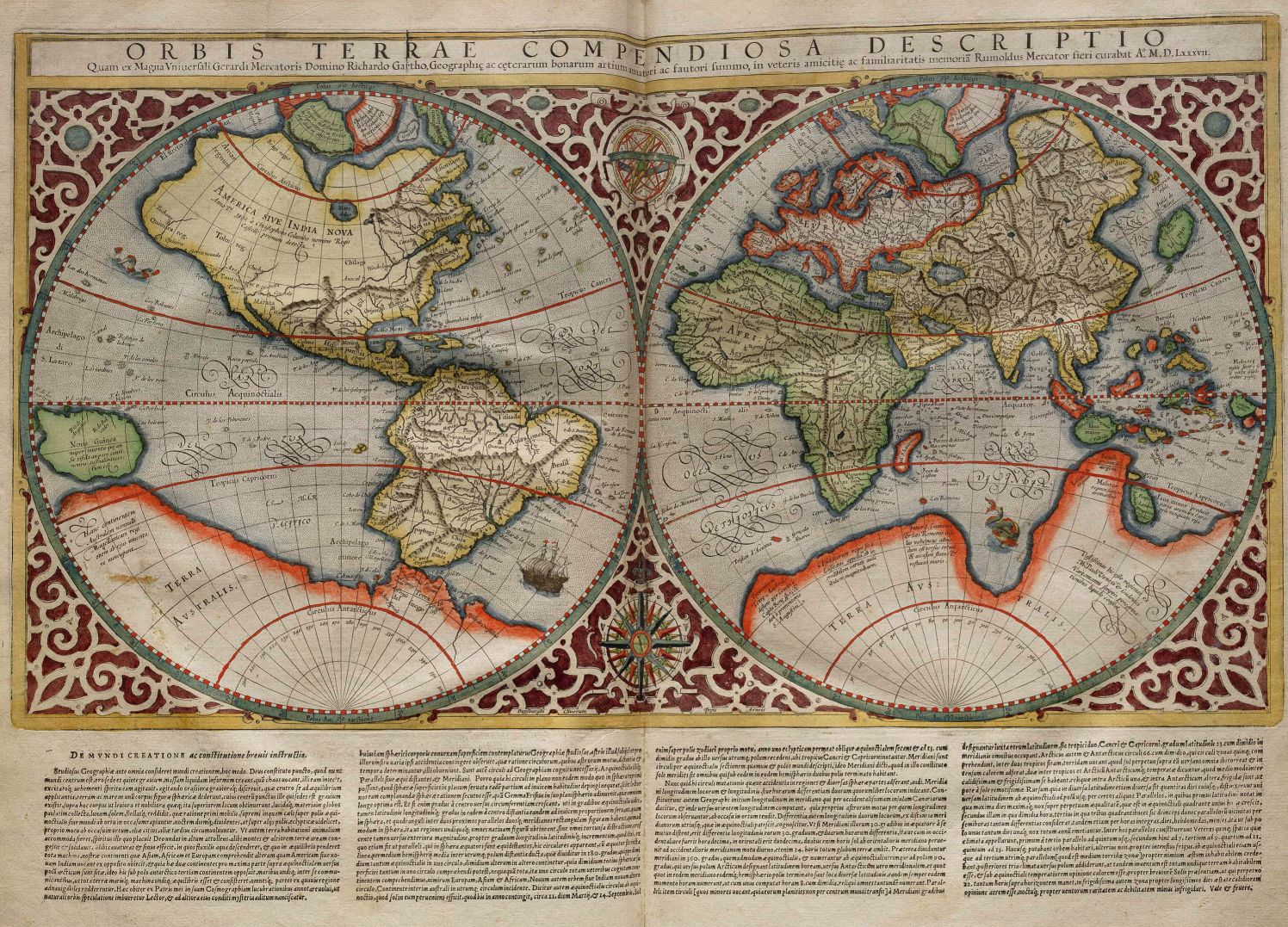
魯莫德·墨卡托於1587年繪製的這幅世界地圖中，南方大陸佔據了南半球的很大一部分

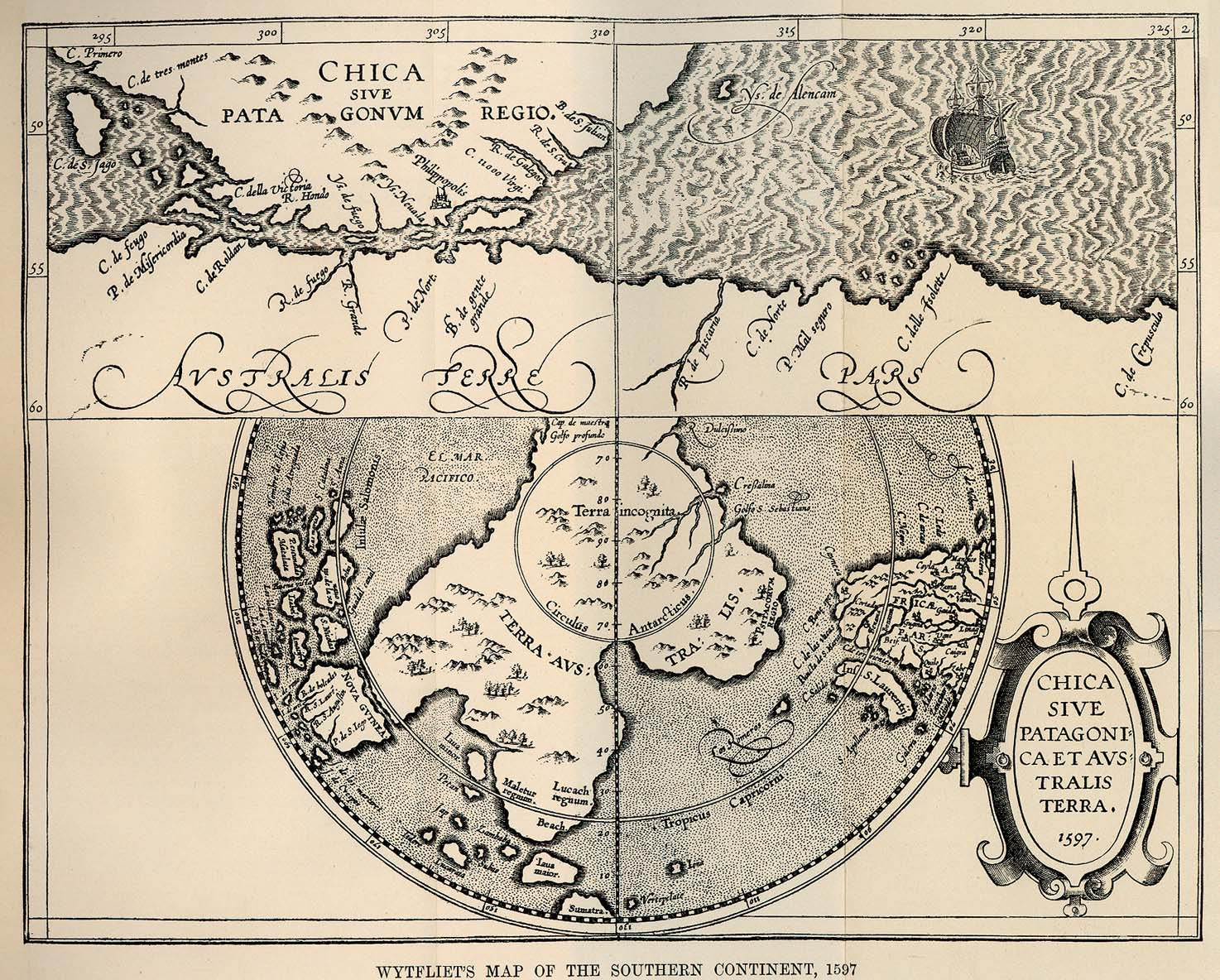
科尼利厄斯·懷特弗利特於1597年繪製的地圖中假設的南方大陸

地理大發現時代的探險者從十五世紀末期開始，證明非洲幾乎完全被海包圍，印度洋可以從西部和東部進入。這些證據減少可發現新大陸的地區，然而許多製圖師對亞里士多德的看法保持支持態度，例如：傑拉杜斯·麥卡托與遲至1767年的亞歷山大·達爾林普爾。根據以上說法，在南方應該有一個大陸以维持與北半球已知陸地间的平衡。當新的陸域被發現時，它們經常被認為是假想大陸的一部分。
德國天文學及數學家约翰·舍纳於1515年建立的地球儀改进自馬丁·瓦爾德澤米勒及其同事在1507年在洛林孚日聖迪耶製作的世界地圖和地球儀。其中，約翰內斯·舒納與馬丁·瓦爾德澤米勒在南方大陸繪製上最為明顯不同的是，他稱南方大陸為「Brasilie Regio」。無論如何，他的大陸理論依據的是實際航海報告，是由葡萄牙商人努諾·曼努埃爾（Nuno Manuel）和克里斯托弗·德·哈羅到達拉布拉他河的情況汇总而来，此外还参考了於1514年在奧格斯堡出版的《來自巴西的新事物》（Newe Zeytung auss Presillg Landt）。其中描述了葡萄牙航海者穿過位於美洲最南端（即巴西）與西南方被稱作下巴西利亞（vndtere Presill或Brasilia inferior）的陸域之間的海峽。
所謂的「海峽」實際上是拉布拉他河（或是聖馬蒂亞斯灣），《來自巴西的新事物》所指的「下巴西利亞」意為巴西低緯度地區的一部分，但是約翰內斯·舒納誤認為它指的是位於「海峽」南部的高緯度地區，因此賦予了不同的含義。在此基礎上，他建構了環型南極大陸的概念，由於他沒有解釋原因，他只給出了一個環形或指環形的大陸。在隨後的解釋性論文《對全陸地最清晰的描述》（Luculentissima quaedam terrae totius descriptio）中，他解釋道：

葡萄牙人因此繞過這個地區（Brasilie Regio），發現的航程非常類似於我們歐洲（我們居住的地方）側面地位於東西方之間。另一邊的土地是可見的; 且這個地區的海角大約在60英哩外，就好像東航經直布羅陀與塞維亞間的海峽或巴巴利海岸與摩洛哥間的海峽，如環球向南極極點顯示的那樣。除此，其距離為巴西到馬六甲（多馬被加殉難的地方）的一半。

在這些隻字片語中，約翰內斯·舒納構建了他在南方大陸的代表，並從古希臘羅馬所繼承的對蹠點概念相結合。他的概念成為斐迪南·麥哲倫遠征西方線路抵達摩鹿加群島的靈感來源。他於1520年將麥哲倫所發現的火地群島作為進一步確認其存在的證明，並在他的地球儀上於1523年和1533年將其描述為「最新發現但尚未完全確認的南方大陸」（terra australis recenter inventa sed nondum plene cognita）。約翰內斯·舒納的追隨者們，1531年法國天文學家奧文斯·菲內、1538年法蘭德斯地圖製圖師傑拉杜斯·麥卡托，以及1570年亞伯拉罕·奧特柳斯於其所繪製的世界地圖上採用他的概念。他的概念影響了迪耶普地圖製圖學派，尤其以大爪哇島為代表。
南方大陸被描繪在16世紀中葉的迪耶普地圖上，其海岸線出現在東印度的南方，通常精心繪製、富有虛構的細節。當時的諾曼第與布列塔尼商人對南方大陸有很大的興趣。於1566年與1570年，弗朗西斯克（Francisque）與安德烈·阿爾拜涅向法國海軍上將加斯帕爾·德科利尼呈遞了與南方大陸建立關係的計畫。雖然加斯帕爾·德科利尼積極考慮這些計畫，但當德科利尼於1572年遇害后，这一計畫也不了了之。
在傑拉杜斯·麥卡托的《五本書中的地圖集或宇宙學研究》（Atlas or Cosmographic Studies in Five Books）中，他相信在宇宙學論證的基礎上存在一個巨大的南方大陸。他的傳記作者瓦爾特·吉姆（Walter Ghim）曾說，儘管麥卡托並不知道南方大陸仍然隱藏著未知數，他相信它可以通過紮實的理論和論據來表明和證明它的幾何比例、尺寸與重量，且對另外兩個都不重要，不可能更少或更小，否則世界的構成无法在其中心匯集在一起。
法蘭德斯地理學家兼製圖師科尼利厄斯·懷特弗利特於1597年所著《對托勒密描述的補充》（Descriptionis Ptolemaicae Augmentum）書中描述了南方大陸：

因此，南方大陸（Terra Australis）是所有陸地中位於最南端者，就在南極圈的正下方；它從南回歸線向西延伸，幾乎在赤道上結束，在新幾內亞對面的東部被一條狹窄的海峽隔開，到目前為止只有少數臨海國家知道，因為在一次航行和另一次航行之後，這條路線已經被放棄了，除非水手被風壓強迫和驅使，否則它很少被造訪。南方大陸開始於赤道以下2或3度，有些人說它的規模如此之大，如果在任何時候被完全發現，他們認為它將成為世界的第五部分。毗鄰於巴布亞紐幾內亞右側是眾多廣闊的所羅門群島，最近因阿爾瓦魯斯·門達紐斯（Alvarus Mendanius）的航行而聞名。

胡安·費爾南德斯於1576年從智利航行，聲稱他發現了南方大陸。亨里克斯·洪第烏斯二世於1641年繪製的南極（Polus Antarcticus）地圖上刻有銘文：「埃爾南杜斯·加萊戈（Hernandus Galego）於1576年被西班牙國王派去探索並確認從新幾內亞到麥哲倫海峽的島嶼。」（Insulas esse a Nova Guinea usque ad Fretum Magellanicum affirmat Hernandus Galego, qui ad eas explorandas missus fuit a Rege Hispaniae Anno 1576.）

### 17世紀
於1605年至1606年間，西班牙航海家路易斯·瓦斯·德·托雷斯命令由佩德罗·费尔南德斯·德·基罗斯所率領的聖彼得和聖保羅號（San Pedro y San Pablo）、聖佩德里科號（San Pedrico）及帆船東方三博士號（Los Tres Reyes Magos）所組成的探險隊探索南方大陸，證明新幾內亞南方有一條現今被稱為托雷斯海峡的通道。1622年，荷蘭製圖師兼奎羅斯第八紀念館（Queiros' eighth memorial）的出版商赫塞爾·格里茨在他的《太平洋地圖》（Map of the Pacific Ocean）上對此發表評論說：「那些乘坐佩德羅·費爾南德斯·德·基羅斯帆船的人在新幾內亞附近航行到10度向西穿過許多島嶼和淺灘，超過23、24英噚長達40天，估計新幾內亞向南延伸不超過10度；如果是這樣，那麼9到14度的陸地將是一片單獨的陸地。」

## 概念衰退

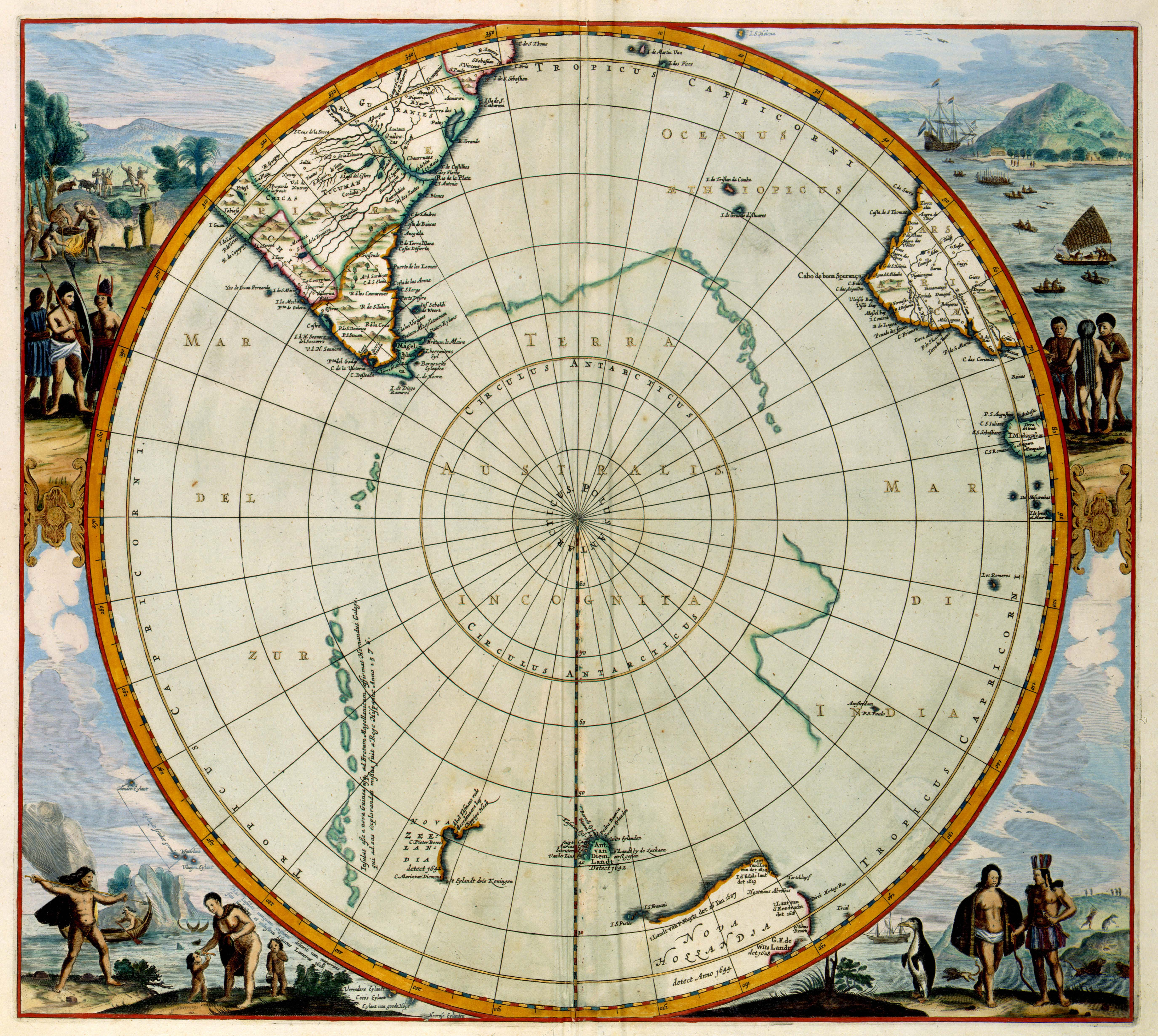
1657年，約翰內斯·揚松紐斯繪製。地圖顯示出未知的南方大陸位置，在地圖底部為不完全的新西兰與澳大利亚，包括南極在內的地區，沒有任何明確的海岸線，南方大陸的面積大大減少。

幾個世紀以來，南方大陸的概念逐漸失去它的吸引力。1615年，雅各布·勒梅爾和威廉·斯豪滕對合恩角的量測證明了火地群島是一個相對較小的島嶼，而1642年阿貝爾·塔斯曼的第一次太平洋航程證明澳大利亞不是神秘南方大陸的一部分。1770年，詹姆斯·庫克在第一次航程中環航紐西蘭的大部分地區，證實它不能成為大陸的一部分。在他的第二次航程中，他環繞南半球高緯度地區航行，有時甚至穿越南極圈，表明南方大陸必位處寒冷的極地地區，正如以前所認為的那樣，並沒有延伸到溫帶地區。1814年，馬修·福林達斯出版了《南方大陸之行》。福林達斯認為，亞里士多德和托勒密所假設的南方大陸並不存在，所以他希望「澳大利亞」（Australia）這個名字適用於他所看到下一個最好的東西。他寫道：
在較南緯的地區，不可能發現其他任何幾乎相同程度分離的土地。因此，南方大陸（Terra Australis）的名稱將繼續描述該地區的地理重要性及其在地球儀的情況：其具有古老意義值得可取。且不與任何一個國家有所關聯，表示它似乎比任何其他原本可以選擇的名稱較不太令人反感。
...在頁面底部附帶說明：
如果我允許自己對原始術語進行任何創新，那麼我將其轉化為「澳大利亞」（AUSTRALIA），因為它聽起來較為悅耳，並且能同化成地球上其他大陸陸塊的名字。
他的結論很快就會被認為是一個錯誤，但那個時候這個名字已經被定型了。

## 陸域
陸地（beach）的概念出現在16世紀的地圖上，特別是1570年的亞伯拉罕·奧特柳斯與1596年讓·哈伊根·范林斯霍滕的作品，「南方大陸」（Terra Australis）與「洛卡哈」作為南部大陸的最北端。

## 南極洲
未知的南方大陸於1820年因發現南極洲而被證實存在，也一併證實其假想只存在于南極洲和澳大利亞，並證明南半球的陸地比北方的陸地少得多。

## 小說
未知的南部大陸虛擬遠航類型經常出現在17、18世紀的奇幻小說中。其中對大陸的虛構訪查（當時仍被認為是真實的）的作品有：
- Mundus alter et idem, sive Terra Australis antehac semper incognita lustrata（1605），挪威主教约瑟夫·哈爾的拉丁文著作
- The Isle of Pines, or, A late discovery of a fourth island near Terra Australis incognita, by Henry Cornelius van Sloetten，Henry Neville著於1668年。
- La terre australe connue，Gabriel de Foigny著於1676年。
- 塞瓦兰人的历史，丹尼斯·维拉斯（英语：Denis Vairasse）著於1675–1679年。
- Voyages et avantures de Jaques Massé（約1715年，但標註1710年）Tyssot de Patot著。
- Miscellanea aurea: The Fortunate Shipwreck, or a description of New Athens in Terra Australis incognita，Thomas Killigrew著於1720年。
- Relation d'un voyage du Pole Arctique, au Pole Antarctique par le centre du monde，1721年，作者不詳。
- Relation du royaume des Féliciens，Marquis de Lassay著於1727年。
- Viaggi di Enrico Wanton alle Terre incognite Australi，Zaccaria Seriman著於1749年。
- Voyage de Robertson, aux Terres Australes, traduit sur le manuscrit anglois，1767年，作者不詳。
- La découverte australe par un homme-volant，Restif de la Bretonne著於1781年。
- 未知的南部大陸概念也被泰瑞·普萊契用在Discworld系列小説裏（1983–2014），其中世界由强大而鮮為人知的反重力大陸平衡。

## 外部連結
- Terra Australis - The State Library of NSW
- The Oronce Fine map and the Terra Australis Incognita （页面存档备份，存于）

## 延伸閱讀
- Collingridge, George. . Project Gutenberg Australia. eBook No.: 0605401h.html published August 2006; originally published Sydney, 1895.   [2021-06-16]. （原始内容存档于2021-08-23）.
- Robert J. King, “Magellanica: Finding the Antipodeans”, The Globe, no.88, 2020, pp.1-18. （页面存档备份，存于）